# Równanie biegunowe krzywej
Równanie biegunowe krzywej – równanie krzywej płaskiej, opisujące ją we współrzędnych biegunowych.
Najczęściej jest to równanie w postaci jawnej podające długość promienia wodzącego w funkcji kąta:
{\displaystyle r=f(\phi )}
rzadziej podające kąt w funkcji promienia:
{\displaystyle \phi =g(r)}
Gdy równanie nie daje się przedstawić w żadnej z powyższych postaci, formułuje się je w postaci uwikłanej:
{\displaystyle F(r,\phi )=0}